# Castello di Bominaco
O Castello di Bominaco (Castelo de Bominaco) localiza-se na cidade de Bominaco, município de Caporciano, província de L'Aquila, na região de Abruzos (Itália).